# 自然资源

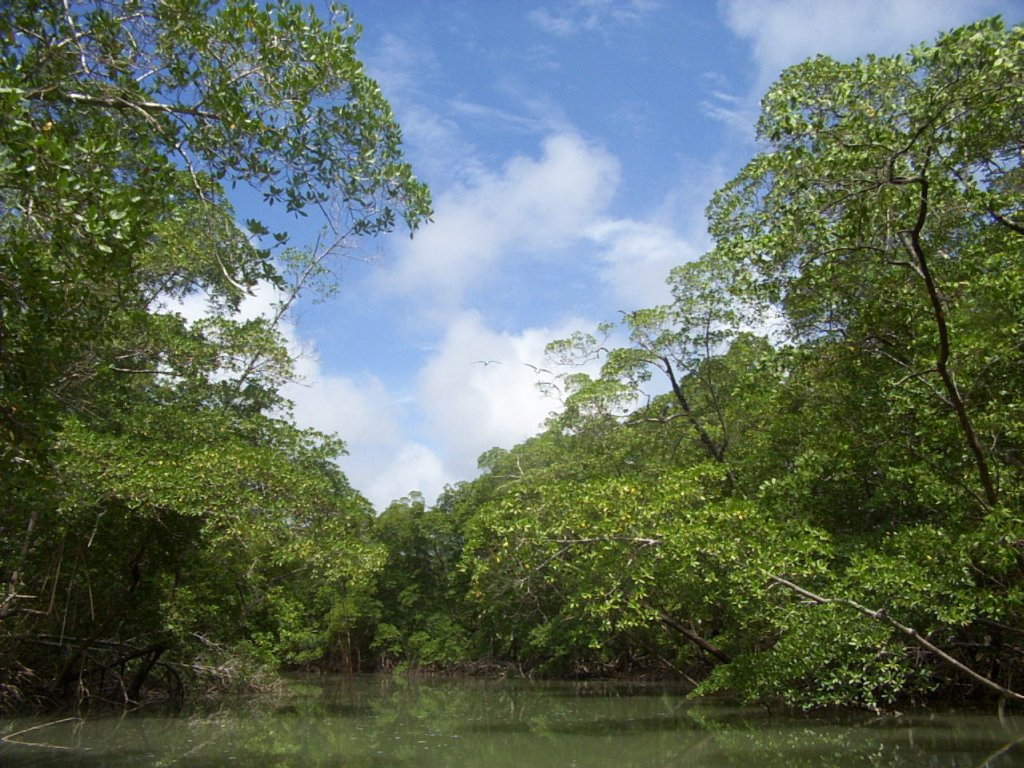
巴西亞馬遜河的熱帶雨林

自然资源，亦稱天然資源，是指在其原始状态下就有价值的物產。一般来说假如获取这个物產的主要工程是收集和纯化，而不是生产的话，那么这个物產是一种自然资源。采矿、采油、渔业和林业因此一般被看作获取自然资源的工业，而农业则不是。自然资源是成为物產的自然财富。
自然资源分可再生资源和不可再生资源，一般来说活的资源都是可再生资源（比如鱼、咖啡、森林等），假如它们不被过度开采耗尽的话，它们的再生速度可以与开采速度相当。非生物的可再生资源有土壤、水、大气、潮汐和太阳能等再生能源。
一般来说矿物资源都是不可再生资源。一个不可再生资源耗尽后将来在这里就无法再开采了。
自然资源可分為三種類型。第一類是終將耗竭的非再生能源，例如油和煤；第二類是可繁殖再生的再生能源，例如水和魚類；第三類是不會耗竭的非消耗性能源，例如美好風景，觀者能從中獲益，而其所有者則獲得觀光收入。
开采和提炼自然资源是获取自然资源的两个重要步骤。不过两者之间在工艺上可能有有很大差别。
一个国家的自然资源往往决定它的国家财富和它在世界经济系统中的地位以及它的政治影响。发达国家的国家财富往往不依靠它的自然资源，而依靠它的基础建设资本。但对这些国家来说，可以廉价地获得自然资源是它们的国家经济必不可少的前提。
近年来，由于自然资源的耗尽许多国家和组织开始注意可持续发展。有人认为自然资源的耗尽是社会动乱和发展中国家之间的冲突的主要原因。